# مطار تارينكوت

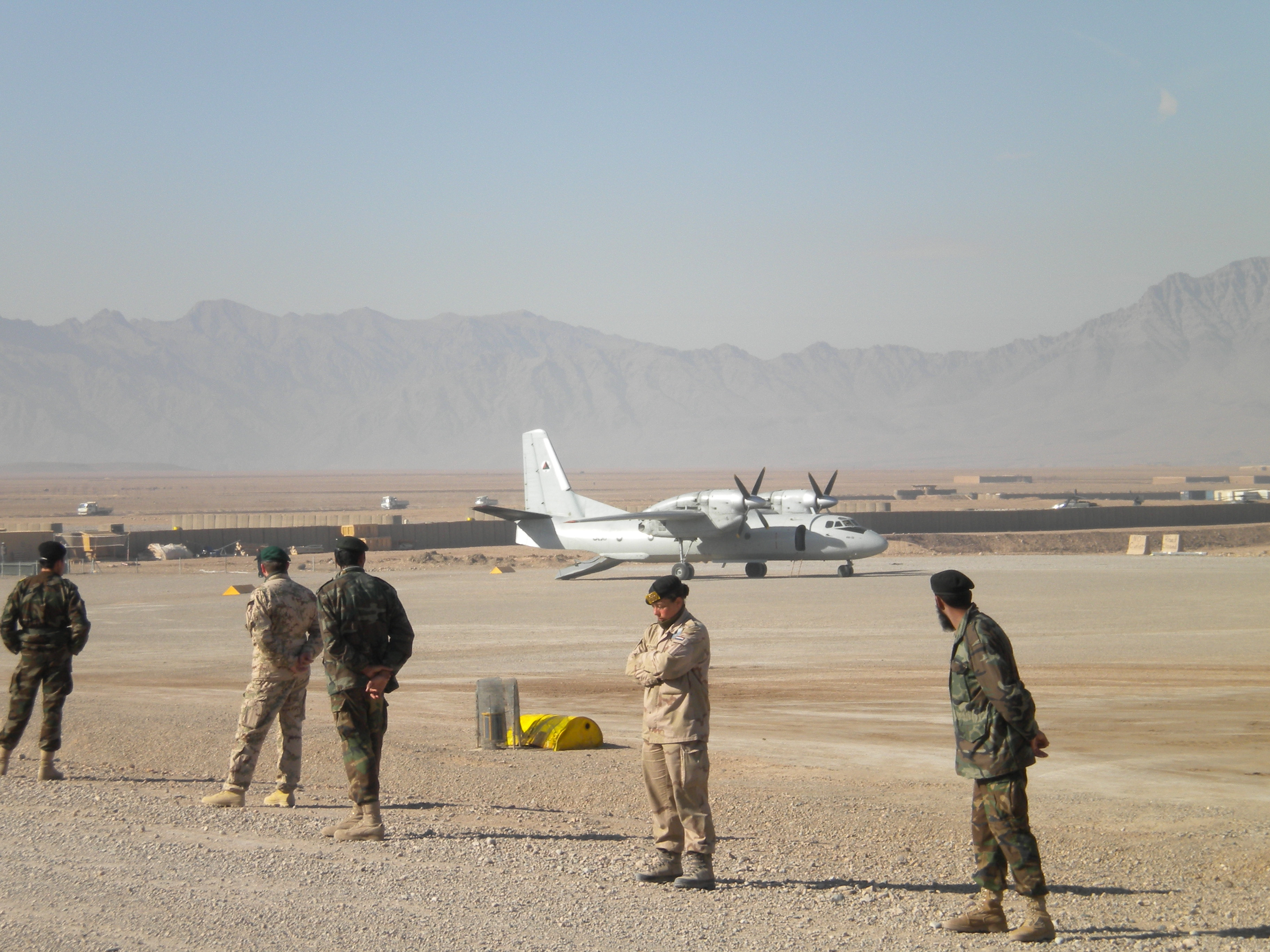

مطار تارينكوت (بالبشتوية: ترينکوټ هوايي ډګر)(بالدرية: میدان هوایی ترین‌کوت)(إياتا: TII، إيكاو: OATN) هو مطار محلي يقع في جنوب شرق أفغانستان، على بعد ميل واحد (2 كم) جنوب ترين كوت عاصمة ولاية أروزكان. يبعد 60 ميل (97 كـم) شمال قندهار، و 205 ميل (330 كـم) جنوب-جنوب غرب العاصمة الأفغانية كابل. تم بناؤه في الأصل لخدمة سكان مقاطعة أوروزغان ومقاطعة ولاية دايكندي المجاورة، والتي تم تقسيمها في عام 2004.
تم توسيع المطار في العقد الماضي لتستخدمه قوة المساعدة الأمنية الدولية (إيساف). في 29 يونيو 2009، بدأت شركة طيران كام في الطيران بين كابول وتارينكوت ثلاث مرات في الأسبوع. مع دعم الخدمات مالياً من قبل الحكومة الهولندية كوسيلة للمساهمة في تطوير منطقة أوروزغان. كانت تتم الرحلات بطائرة بوينج 737 قبل تعليقها.
بالإضافة إلى قوات الأمن الوطني الأفغانية، فإن بعثة الدعم الحازم التي تقودها الولايات المتحدة مخولة أيضًا باستخدام المطار لأغراض التدريب أو القتال. حيث يقع معسكر هولاند، الذي استخدمته القوة الدولية للمساعدة الأمنية، بجوار مطار تارينكوت.

## مرافق
يقع المطار على ارتفاع 4,495 قدم (1,370 م) فوق مستوى سطح البحر. له مدرج واحد مصمم 12/30 مع سطح خرساني 6,002 by 114 قدم (1,829 م × 35 م).

## شركات الطيران والوجهات
| شركـات طيـران | الوجهات          |
| ------------- | ---------------- |
| طيران كام     | مطار كابل الدولي |

## روابط خارجية
- تاريخ الحوادث لـ (TII) على شبكة سلامة الطيران.
- سجل المطار لمطار تارين كوت نسخة محفوظة 21 فبراير 2014 على موقع واي باك مشين. في Landings.com.